# Незримый путешественник
«Незримый путешественник» — художественный фильм Игоря и Дмитрия Таланкиных, снятый в 1998 году по одноимённой пьесе Игоря Таланкина.

## Сюжет
Фильм повествует о буднях, самых рядовых днях императора Александра I и его супруги Елизаветы, которые они провели в Таганроге. Как известно из истории, в 1825 году Таганрог стал местом последнего пристанища государя. Однако в фильме прослежена неофициальная историческая версия, согласно которой Александр инсценировал свою смерть и похороны, покинув престол в пользу уединённой жизни.
Внимание авторов направлено на изучение внутренних причин, побудивших его к этому. Российский монарх предстаёт перед зрителем не в сиятельном облике государя могучей империи, а обычным человеком. Как обычный человек он смотрит на свои взаимоотношения с супругой, на раннюю смерть дочери, терзается мыслями об убитом отце — императоре Павле.

## В ролях
- Василий Лановой — император Александр I
- Алла Демидова — императрица Елизавета Алексеевна
- Владимир Гостюхин — Егорыч, камердинер Государя
- Георгий Жжёнов — лейб-медик Виллие — шотландец
- Сергей Арцибашев — генерал-адъютант Дибич
- Анатолий Ромашин — князь Волконский
- Сергей Гармаш — доктор Тарасов
- Анна Воронова — Марья-поломойка
- Николай Сморчков — хлебопёк
- Станислав Костецкий — 1-й фельдшер
- Сергей Юртайкин — 2-й фельдшер
- Юрий Головачёв — солдат

## Съёмочная группа
- Авторы сценария и режиссёры: Игорь и Дмитрий Таланкины
- Оператор: Леонид Калашников
- Художник: Александр Бойм
- Грим: Клавдия Гамель
- Костюмы: Ганна Ганевская
- Звук: Александр Нейман